# Prva slovenska nogometna liga 2005-2006
La Prva slovenska nogometna liga 2005-2006 (in lingua italiana: Primo campionato calcistico sloveno 2005-2006), detta anche Liga Si.mobil Vodafone 2005-2006 per motivi di sponsorizzazione, abbreviata in 1. SNL 2005-2006, è stata la quindicesima edizione della massima serie del campionato di calcio sloveno, disputata tra il 24 luglio 2005 e il 23 giugno 2006 e conclusa con la vittoria del Gorica, al suo quarto titolo.
Capocannoniere del torneo fu Miran Burgič (Gorica), con 24 reti.
Nel ranking UEFA 2005-06, la 1. SNL si piazzò al 25º posto (29º nel quinquennale 2001-2006).

## Formula
Il numero di squadre partecipanti passò da 12 a 10 e disputarono un doppio turno di andata e ritorno per un totale di 36 partite. L'ultima fu retrocessa mentre la penultima disputò uno spareggio con la seconda classificata della Druga slovenska nogometna liga per la permanenza in massima serie.
Le squadre qualificate alle coppe europee furono quattro: i campioni alla UEFA Champions League 2006-2007, la seconda classificata e la vincitrice della coppa nazionale alla Coppa UEFA 2006-2007 e un ulteriore club alla Coppa Intertoto 2006.

## Squadre partecipanti
| Squadra                 | Città       | Stadio              | Stagione 2004-05 | Stagione 2004-05 |
| Squadra                 | Città       | Stadio              | Pos.             | Divisione        |
| ----------------------- | ----------- | ------------------- | ---------------- | ---------------- |
| HIT Gorica              | Nova Gorica | Stadio Športni Park | 1°               | 1. SNL           |
| Domžale                 | Domžale     | Športni park        | 2°               | 1. SNL           |
| CMC Publikum            | Celje       | Arena Petrol        | 3°               | 1. SNL           |
| Primorje                | Aidussina   | Mestni stadion      | 4°               | 1. SNL           |
| Drava                   | Ptuj        | Mestni stadion      | 5º               | 1. SNL           |
| Maribor Pivovarna Laško | Maribor     | Stadion Ljudski vrt | 7°               | 1. SNL           |
| Bela Krajina            | Črnomelj    | Stadion Loka        | 10°              | 1. SNL           |
| Anet Koper              | Capodistria | Stadio Bonifika     | 11°              | 1. SNL           |
| Rudar                   | Velenje     | Stadio ob Jezeru    | 1°               | 2. SNL           |
| Nafta                   | Lendava     | Športni park        | 2º               | 2. SNL           |

## Classifica
|                     | Pos. | Squadra       | Pt | G  | V  | N  | P  | GF | GS | DR  |
| ------------------- | ---- | ------------- | -- | -- | -- | -- | -- | -- | -- | --- |
| Slovenia (bandiera) | 1.   | Gorica        | 73 | 36 | 21 | 10 | 5  | 75 | 30 | +45 |
|                     | 2.   | Domžale       | 71 | 36 | 20 | 11 | 5  | 69 | 28 | +41 |
|                     | 3.   | Koper         | 57 | 36 | 16 | 9  | 11 | 49 | 39 | +10 |
|                     | 4.   | Maribor       | 54 | 36 | 16 | 6  | 13 | 51 | 42 | +9  |
|                     | 5.   | Drava Ptuj    | 54 | 36 | 15 | 9  | 12 | 50 | 46 | +4  |
|                     | 6.   | Celje         | 49 | 36 | 15 | 4  | 17 | 48 | 59 | −11 |
|                     | 7.   | Nafta         | 46 | 36 | 13 | 7  | 16 | 42 | 52 | −10 |
|                     | 8.   | Primorje      | 43 | 36 | 11 | 10 | 15 | 43 | 50 | −7  |
|                     | 9.   | Bela Krajina  | 34 | 36 | 7  | 13 | 16 | 35 | 61 | −26 |
|                     | 10.  | Rudar Velenje | 15 | 36 | 2  | 9  | 25 | 28 | 83 | −55 |
| Fonte: wildstat.com |      |               |    |    |    |    |    |    |    |     |

Legenda:
      Campione di Slovenia e qualificato alla UEFA Champions League 2006-2007
      Qualificato alla Coppa UEFA 2006-2007.
      Ammesso alla Coppa Intertoto UEFA 2006.
  Partecipa allo spareggio.
  Retrocesso direttamente.
      Retrocesso in 2. SNL 2006-2007.
      Escluso dal campionato.
Regolamento:
Tre punti a vittoria, uno a pareggio, zero a sconfitta.
In caso di arrivo di due o più squadre a pari punti, la graduatoria viene stilata secondo la classifica avulsa tra le squadre interessate (= scontri diretti).

### Spareggio
Il Bela Krajina incontrò il Dravinja, secondo in 2. SNL 2005-2006, con gare di andata e ritorno. Pareggiò entrambe le partite e rimase in massima serie grazie alla regola del gol fuori casa.
| Slovenske Konjice 7 giugno 2006, ore 17:00 Andata                               | Dravinja  | 2 – 2 referto         | Bela Krajina | Stadion Dobrava (1 200 spett.) |
| \| \| \| \| \| Moćić 23’ Vodopivec 86’ \| Marcatori \| 50’ Grabić 69’ Špelić \| |           |                       |              |                                |
|                                                                                 |           |                       |              |                                |
| Moćić 23’ Vodopivec 86’                                                         | Marcatori | 50’ Grabić 69’ Špelić |              |                                |

| Črnomelj 11 giugno 2006, ore 17:00 Ritorno | Bela Krajina | 0 – 0 referto | Dravinja | Stadion Loka |

## Risultati
|                     | Gor  | Dom  | Kop  | Mar  | Dra  | Cel  | Naf  | Pri  | B.K  | Rud  |
| ------------------- | ---- | ---- | ---- | ---- | ---- | ---- | ---- | ---- | ---- | ---- |
| Gorica              | –––– | 1–1  | 3–0  | 4–1  | 2–0  | 2–1  | 2–0  | 2–0  | 4–0  | 0–0  |
| Gorica              | –––– | 2–0  | 0–0  | 2–1  | 4–0  | 2–0  | 1–1  | 2–0  | 5–0  | 4–0  |
| Domžale             | 1–1  | –––– | 4–1  | 2–1  | 1–0  | 5–0  | 2–0  | 3–0  | 4–0  | 4–1  |
| Domžale             | 1–1  | –––– | 2–0  | 2–0  | 0–2  | 2–1  | 3–1  | 2–0  | 2–1  | 3–0  |
| Koper               | 2–0  | 2–2  | –––– | 2–3  | 0–1  | 2–0  | 0–2  | 1–1  | 2–1  | 2–1  |
| Koper               | 1–1  | 2–0  | –––– | 2–0  | 1–1  | 2–2  | 2–0  | 1–0  | 2–0  | 3–0  |
| Maribor             | 2–1  | 0–0  | 1–2  | –––– | 2–1  | 0–2  | 1–0  | 2–0  | 1–1  | 1–1  |
| Maribor             | 4–1  | 0–3  | 0–1  | –––– | 2–1  | 1–2  | 5–1  | 2–0  | 0–0  | 1–0  |
| Drava               | 1–3  | 1–1  | 1–0  | 0–3  | –––– | 1–0  | 3–2  | 4–1  | 3–0  | 1–0  |
| Drava               | 2–0  | 1–1  | 1–1  | 3–2  | –––– | 4–1  | 2–0  | 0–0  | 0–1  | 2–1  |
| Celje               | 2–1  | 3–2  | 3–3  | 0–0  | 2–0  | –––– | 1–3  | 2–0  | 0–3  | 2–1  |
| Celje               | 0–4  | 1–3  | 0–2  | 1–0  | 3–1  | –––– | 2–1  | 0–1  | 2–0  | 4–2  |
| Nafta               | 2–4  | 0–1  | 1–0  | 0–4  | 1–0  | 2–1  | –––– | 1–0  | 1–1  | 5–0  |
| Nafta               | 1–4  | 0–0  | 0–1  | 1–0  | 0–0  | 0–0  | –––– | 2–0  | 3–3  | 2–1  |
| Primorje            | 2–2  | 2–2  | 2–0  | 2–1  | 6–2  | 1–0  | 2–0  | –––– | 2–1  | 6–1  |
| Primorje            | 1–3  | 0–0  | 1–0  | 0–3  | 2–2  | 2–4  | 0–0  | –––– | 2–2  | 1–1  |
| Bela Krajina        | 1–1  | 1–1  | 1–3  | 2–2  | 1–1  | 1–0  | 1–4  | 1–0  | –––– | 1–0  |
| Bela Krajina        | 1–1  | 0–1  | 0–3  | 0–1  | 1–5  | 3–1  | 3–0  | 0–1  | –––– | 1–1  |
| Rudar               | 1–2  | 0–8  | 2–1  | 0–1  | 0–0  | 0–1  | 1–3  | 0–4  | 0–0  | –––– |
| Rudar               | 0–3  | 2–0  | 2–2  | 2–3  | 1–3  | 2–4  | 1–2  | 1–1  | 2–2  | –––– |
| Fonte: wildstat.com |      |      |      |      |      |      |      |      |      |      |

## Statistiche

### Classifica marcatori
| Pos.               | Giocatore        | Squadra    | Reti |
| ------------------ | ---------------- | ---------- | ---- |
| 1                  | Miran Burgič     | Gorica     | 24   |
| 2                  | Valter Birsa     | Gorica     | 19   |
| 3                  | Oskar Drobne     | Koper      | 17   |
| 4                  | Viktor Trenevski | Drava Ptuj | 16   |
| 5                  | Dražen Žeželj    | Primorje   | 14   |
| 5                  | Ermin Rakovič    | Domžale    | 14   |
| 7                  | Jože Benko       | Nafta      | 13   |
| 8                  | Enes Demirović   | Gorica     | 12   |
| 9                  | Rok Kronaveter   | Drava Ptuj | 10   |
| 9                  | Nikola Nikezić   | Domžale    | 10   |
| Fonte: prvaliga.si |                  |            |      |